# Государственные награды Бутана

Флаг Бутана

Герб Бутана

Ниже приведён перечень государственных наград королевства Бутан.

## Ордена
- Орден Драконового короля (Druk Gyalpo, англ. The Order of the Dragon King).

Учреждён королём Джигме Сингье Вангчуком в ноябре 2008 года в качестве главного национального ордена страны. Имеет два класса.
- Орден Великой победы дракона-громовержца (Druk Wangyel, англ. Great Victory of the Thunder Dragon).

Учреждён королём Джигме Сингье Вангчуком в 1985 году. Имеет два класса.
- Королевский орден Бутана (Druk Thuksey, англ. The Royal Order of Bhutan).

Учреждён королём Джигме Дорджи Вангчуком в 1966 году как высшая гражданская награда Бутана. Орденом награждаются подданные Бутана и иностранные граждане. Имеет три класса.
- Орден Друк Кхорло (англ. Order of the Druk Khorlo).

Учреждён королём Джигме Кхесар Намгьял Вангчуком в 2009 году. Имеет одну степень.
- Национальный орден «За заслуги» (англ. The National Order of Merit).

Учреждён королём Джигме Кхесар Намгьял Вангчуком в 2008 году. Орденом награждают за выдающиеся заслуги перед государством. Имеет три класса.

## Медали
- Медаль «Признание власти» (англ. Maharaja Ugyen Wangchuck Medal)

Медаль учреждена Угьен Вангчуком в ноябре 1909 года в ознаменование его коронации в 1907 году. Медалью награждали за выдающиеся заслуги перед государством. Медаль имела 3 класса (1. Золотая. 2. Серебряная. 3. Медная.). Медаль была упразднена после 1950 года.
- Медаль «Коронация короля Джигме Сингье» (англ. King Jigme Singye Coronation Medal)

Медаль учреждена королём Джигме Сингье Вангчуком в ознаменование его коронации 2 июня 1974 года. Впоследствии стала наградой за заслуги. Медаль имела 2 класса (1. Золотая. 2. Серебраная.).
- Медаль «Победа дракона-громовержца» (Druk Yugyel, англ. Victory of the Thunder Dragon)

Медаль является высшей военной наградой Бутана. Медаль имеет один класс.
- «Медаль Почёта» (англ. Medal of honour)

Медалью награждаются военных, королевских телохранителей, народных ополченцев, полицейских и работников лесной охраны за заслуги по поддержанию законности и порядка. Также награждают гражданских лиц, оказавших помощь при проведении операций. Медаль имеет три класса (1. Drakpoi Wangyel, 2. Drakpoi Thuksey, 3. Drakpoi Khorlo)
- Юбилейная медаль короля Джигме Сингье (англ. King Jigme Singye Silver Jubilee Medal)

Медаль учреждена королём Джигме Сингье Вангчуком в ознаменование 25-й годовщины его коронации 2 июня 1999 года. Медаль имеет два класса (1. Золотая. 2. Серебряная.).
- Медаль «Коронация короля Джигме Кхесар Намгьяла» (англ. King Jigme Khesar Namgyal Coronation Medal)

Медаль учреждена королём Джигме Кхесар Намгьял Вангчуком в августе 2008 года в ознаменование его коронации 6 ноября 2008 года. Медаль имеет три класса (1. Золото. 2. Серебро. 3. Медь.).
- Медаль «За 9 лет службы» (Leytsoen Tama)

Медаль учреждена королём Джигме Дорджи Вангчуком в 1966 году для награждения военнослужащих и полицейских за 9 лет достойной службы. Медаль имеет один класс (серебряная).
- Медаль «За 15 лет службы» (Geypel Tama)

Медаль учреждена королём Джигме Дорджи Вангчуком в 1966 году для награждения военнослужащих и полицейских за 15 лет достойной службы. Медаль имеет один класс (серебряная).
- Медаль «За 25 лет службы» (Paden Tama)

Медаль учреждена королём Джигме Дорджи Вангчуком в 1966 году для награждения военнослужащих и полицейских за 25 лет достойной службы. Медаль имеет один класс (серебряная).